# The Sims 2: Питомцы
The Sims 2: Питомцы (англ. The Sims 2: Pets) — четвёртое дополнение к компьютерной игре The Sims 2 в жанре симулятор жизни. Ключевая особенность дополнения заключается в возможности заводить питомцев — кошек и собак, уходе за ними, воспитании и дрессировке. Для запуска дополнения требуется наличие основной игры. Одновременно с данным дополнениям вышли также самостоятельные игры с аналогичной тематикой — The Sims 2: Pets для игровых приставок и портативных устройств Game Boy Advance и Nintendo DS. В США выпуск дополнения состоялся 17 октября 2006 года. В России дополнение для ПК вышло 25 октября.
«The Sims 2: Питомцы» является преемником The Sims: Unleashed для The Sims — дополнения, также добавляющего домашних животных, которое, наряду с Hot Date, стало самым популярным дополнением к первому симулятору. Поэтому выпуск расширения с животными для The Sims 2 был ожидаемым, а сами разработчики «The Sims 2: Питомцы» старались создать дополнение, не являющееся копией Unleashed, поэтому ввели ряд нововведений, таких, как, например, редактор животных, позволяющий в мельчайших деталях изменять внешность кошки и собаки, или карьеры для питомцев. Также в дополнение было решено добавить множество музыкальных клипов известных певцов и музыкальных групп, таких, как, например, Aly & AJ или Pussycat Dolls.
Сразу после выпуска в течение ноября дополнению удавалось удерживать позиции самой продаваемой игры для ПК и до 2008 года часто попадать в список десяти самых продаваемых игр. По состоянию на 2007 год в течение года после выпуска дополнения было продано 6 миллионов её копий. Критики в основном положительно оценили четвёртое дополнение, назвав редактор животных и их «живое поведение» главным достоинством игры. Однако рецензенты упрекнули дополнение в том, что оно почти никак не расширяет базовый геймплей The Sims 2.

## Геймплей
«The Sims 2: Питомцы» представляет собой дополнение и не является полноценной игрой, поэтому для него требуется установка базовой игры The Sims 2. Это также единственное дополнение, не добавляющее игровую локацию в игру. В целом дополнение не вносит в геймплей базовой игры существенных изменений, но добавляет несколько видов животных. Управляемый персонаж может завести себе домашнюю собаку или кошку, ухаживать за ними, дрессировать и даже устраивать на работу, предназначенную для животных.

Одно из главных нововведений дополнения — возможность делать собак и кошек членами семьи

Животные в игре условно делятся на два типа: члены семьи и игровые объекты. К первому типу относятся кошки и собаки, которые технически являются персонажами, но с более простым интеллектом и особыми взаимодействиями. Их можно создать в редакторе семьи и развивать отношения, однако нельзя управлять ими напрямую. Ко второму типу относятся попугаи и гиппокрысы (морские свинки) — это игровые объекты, которых можно приобрести в режиме покупки, но они не становятся членами семьи. Персонажи не могут развивать с такими питомцами отношения, но за ними по-прежнему нужен уход, иначе они погибнут. Сим может научить попугая повторять простые фразы. Зверьков можно временно выпускать из клетки, но если в семье будут кошка или собака, они могут съесть выпущенного зверька. Помимо этого в игру добавлены два типа диких животных: волк, изредка приходящий на участок, и скунс, который может напасть на сима или питомца, облив его зловонным секретом, после чего шкала гигиены у сима или питомца отпускается до нуля. Собаку можно создавать двух размеров: крупную и маленькую. Кошки могут быть только маленькими. Помимо этого, питомцам можно выбирать две возрастные категорииː молодой и старый. Дополнительно можно задавать цвет, форму и расцветку меха для животных. Редактор позволяет в мельчайших подробностях изменять форму тела животного, его морду, хвост, цвет глаз и прочее. В игре действует ограничение на создание более восьми членов семьи, к которым относятся собаки и кошки. Однако, игра не позволяет создавать семью из животных без людей. Есть также другие способы принять питомца в семью, в частности его можно купить в зоомагазине, взять из приюта или приютить бездомное животное. Когда питомец является членом семьи, он присутствует в списке симов, но не управляется игроком, — они живут сами по себе, но хозяин-сим может влиять на их жизнь. В частности, игрок должен обеспечивать животных необходимыми благами (корм, когтеточка, игрушки и прочее), управляемый персонаж может воспитывать и дрессировать животных, что в будущем будет влиять на их поступки и поведение.
Во время жизни питомец проявляет разные модели поведения: дружелюбие или враждебность, порча мебели или использование игрушек, справление нужды на полу или на улице (либо в лотке), кража человеческой еды или поедание корма и так далее. Если хозяину не нравится тот или иной тип поведения, то он должен отругать своего питомца, а если нравится, то похвалить за тот или иной поступок. Когда питомец совершит поступок, достойный похвалы либо порицания, на его иконке появляется значок с изображение зацикленной стрелки. Именно в этот момент хозяин может выразить своё отношение к тому или иному поступку своего подопечного. Однако следует помнить, что порицание ухудшает отношения между питомцем и его хозяином, тогда как похвала укрепляет их дружбу. Чем больше правил поведения и команд усвоит ваш питомец, тем дороже можно его будет продать. Одновременно геймплей не требует от игрока добиваться определённого результата в воспитании — это значит, что игрок, например, может воспитать питомца чистоплотным, но позволять ему садится на мебель. Игрок также может хвалить животное за плохие поступки — в таком случае поведение питомца соответствующим образом изменится.
Помимо отношений между хозяином и питомцем, есть отношения этого питомца с другими существами: другими людьми, другими питомцами или с теми питомцами, которые живут с ним вместе. Если отношения между собакой и псом или кошкой и котом очень хорошие, то по приказу хозяина они могут завести котят или щенков, соответственно. Если же отношения между животным и хозяином плохие, то питомец может убежать из дома.
Хозяин может устроить своего питомца на работу. Для этого нужно либо в Интернете, либо в газете найти работу для питомца. По возрасту животное не должен быть малышом или старым. Всего у питомцев три карьеры: шоу-бизнес, сфера обслуживания и охрана. Для того чтобы получить повышение, питомец должен усваивать разные команды, например «ко мне», «сидеть», «место» и другие.
Дополнение добавляет сверхъестественное существо — оборотня — им может стать персонаж, укушенный волком. Сам волк появляется ночью при двух различных условиях: если на участке будет расти много сорняков или в семье будут как минимум два ребёнка. От собаки его отличают светящиеся глаза. Если отношения между волком и персонажем хорошие, то волк может укусить сима, и тот по ночам начнёт обращаться в волосатое существо, вследствие чего одновременно появляется сильный голод и падает гигиена, но повышается бодрость и комфорт. Оборотень может обращать других персонажей в себе подобного. Если жизненная цель сима не связана со знаниями, то у него возникнет желание излечиться от ликантропии. Излечиться можно, вызвав по телефону дрессировщицу, купив у неё лекарство и заставив сима-ликантропа выпить его. Если сим не излечивается в течение 14 дней, то его характер начнёт изменяться к волчьему: к примеру, в худшую сторону меняется показатель чистоплотности персонажа, из «созерцателя» сим становится «деятелем». Хотя оборотень, как декоративный скин появлялся ещё в дополнении к The Sims — Makin Magic, именно «Питомцы» впервые во франшизе The Sims ввели оборотней, как отдельный оккультный вид.

## Разработка
| Системные требования    | Системные требования                        | Системные требования                            |
| ----------------------- | ------------------------------------------- | ----------------------------------------------- |
|                         | Минимальные                                 | Рекомендуемые                                   |
| Microsoft Windows       |                                             |                                                 |
| ОС                      | Windows XP и новее                          | Windows XP и новее                              |
| ЦПУ                     | Pentium IV 1,3 ГГц                          | 2,4 ГГц                                         |
| Объём ОЗУ               | 256 МБ                                      | 512 МБ (если установлено больше 3-х дополнений) |
| Место на диске          | 3,5 ГБ                                      | 3,5 ГБ                                          |
| Информационный носитель | CD, DVD                                     | CD, DVD                                         |
| Видеокарта              | 32 МБ                                       | 32 МБ                                           |
| Устройства ввода        | компьютерная мышь, клавиатура               | компьютерная мышь, клавиатура                   |
| Mac OS X                |                                             |                                                 |
| ОС                      | Mac OS X 10.3.8 или новее                   | Mac OS X 10.3.8 или новее                       |
| ЦПУ                     | 1,2 ГГц или выше, PowerPC G4/G5             | 1,2 ГГц или выше, PowerPC G4/G5                 |
| Объём ОЗУ               | 256 МБ                                      | 256 МБ                                          |
| Место на диске          | 3 ГБ                                        | 3 ГБ                                            |
| Информационный носитель | DVD                                         | DVD                                             |
| Видеокарта              | 32 МБ ATI Radeon 9000/nVidia GeForce FX5200 | 32 МБ ATI Radeon 9000/nVidia GeForce FX5200     |
| Устройства ввода        | компьютерная мышь, клавиатура               | компьютерная мышь, клавиатура                   |

Изначально концепция домашних животных появилась после выпуска The Sims в 2000 году, когда создатель серии Уилл Райт пообещал, что бесплатно добавит в игру загружаемый контент с собаками и кошками. Впоследствии животные были добавлены вместе с пятым дополнением The Sims: Unleashed 25 сентября 2001 года. Дополнение пользовалось большим успехом, став самой продаваемой игрой в 2002 году, опередив по продажам Medal of Honor: Allied Assault, а также базовую игру The Sims с её остальными дополнениями. В результате после выпуска The Sims 2 разработка дополнения с добавлением животных стала очевидной. Род Хамбл, новый главный геймдизайнер отметил, что команда разработчиков особо ответственно подошла к разработке дополнения с животными. Главная задача заключалась в том, чтобы будущее дополнение не являлось точной копией Unleashed, а привносило что-то абсолютно новое. Поэтому разработчики при создании игры использовали новый подход и постарались улучшить дополнение буквально во всех отношениях. В частности был создан новый редактор питомца, позволяющий в мельчайших деталях изменять очертания животных. Множество новых инструментов позволяли например превратить кота в маленького тигра. Другое нововведение включало в себя создание карьеры для животных. По словам Хантера Хоуи, разработчики старались сделать животных достаточно реалистичными, чтобы некоторые игроки имели возможность воссоздать свою собственную жизнь с питомцами. При разработке поведения кошек и собак разработчики впервые применили отдельные черты характера, получаемые питомцами при дрессировке, что в свою очередь в будущем стало прототипом для создания черт характера в The Sims 3. Иногда в разработке принимал участие Уилл Райт, но из-за занятости со своим новым проектом Spore его роль ограничивалась всего лишь советами и новыми идеями.

### Сотрудничество с Хилари Дафф
Незадолго до выпуска дополнения, компания Electronic Arts объявила о сотрудничестве с известной актрисой, певицей и дизайнером Хилари Дафф, которая должна была появится в дополнении в роли камео, разгуливать по улицам города вместе со своей собакой — «чихуахуа по имени Лора» — и дарить модные аксессуары для владельцев собак. Хилари принимала непосредственное участие в разработке дополнения, в частности она снималась вместе со своей собакой Лорой в качестве виртуальной модели и помогла разработчикам перенести в игру несколько трюков с участием животных. Сама актриса представилась фанатом The Sims:

 Я провела за игрой и дополнением этого имитатора виртуальной жизни сотни часов и обожаю игру за разнообразие возможностей развития виртуальных персонажей и огромный набор аксессуаров для украшения их жилищ.
— Хилари Дафф
Руководитель команды разработчиков The Sims 2 Род Хамбл назвал актрису Хилари Даф подходящим «звездным персонажем» для симулятора, так как та любит The Sims и одновременно увлекается животными. Хамбл также отметил, что благодаря Хилари с участием собаки Лоры дополнение будет больше наполнено «живой» анимацией животных. Для того, чтобы получить персонажа по имени Хилари Дафф, игроку необходимо было зайти на официальный сайт The Sims 2 где сим был доступен для бесплатной загрузки с 17 по 31 декабря 2006 года, для загрузки питомца Лоры необходимо было ввести специальный ключ.

## Выход и популярность
Ещё до анонса игры среди фанатов ходили слухи о вероятном выпуске расширения, добавляющего питомцев.
Впервые о предстоящем выходе дополнения с питомцами стало известно 11 мая 2006 года, когда на выставке E3 был показан короткий видео-ролик The Sims 2 с животными. На выставке было объявлено, что расширение будет выпущено в качестве дополнения к игре The Sims 2. В частности стало известно, что дополнение должно было выйти 17 октября 2006 года наряду с серией самостоятельных игр для приставок и портативных устройств. В самом дополнении к компьютерной версии в сравнении с приставочными играми, особый акцент делался на детальной кастомизации животных.
17 октября 2006 года состоялся официальный выход дополнения в северной Америке. В Европе, дополнение вышло 20 октября, в России — 25 октября. Русскоязычной локализацией занималась компания 1C-СофтКлаб. В Австралии и Новой Зеландии игра была выпущена 26 октября. В Японии выход состоялся 2 ноября 2006 года. 7 ноября 2006 года дополнение было выпущено для Mac OS X. Портированием игры занималась студия Aspyr.
16 июня 2008 года была выпущена игра с двухмерной графикой The Sims 2: Pets на платформе Java для мобильных телефонов, где игрок должен следить за благополучием щенка и дрессировать его.
16 июля 2014 года, дополнение было выпущено в составе коллекции The Sims 2 Ultimate Collection и было временно и бесплатно доступно для скачивания в Origin, а также 7 августа того же года в составе коллекции The Sims 2 Super Collection для Mac OS X.
| Страна                                                 | Название                                                                            |
| ------------------------------------------------------ | ----------------------------------------------------------------------------------- |
| США, Великобритания, Австралия, Новая Зеландия, Италия | The Sims 2: Pets                                                                    |
| Бразилия                                               | The Sims 2: Bichos de Estimação                                                     |
| Португалия                                             | Os Sims 2: Animais de Estimação                                                     |
| Франция                                                | Les Sims 2 : Animaux & Cie                                                          |
| Испания                                                | Los Sims 2: Mascotas                                                                |
| Германия                                               | Die Sims 2: Haustiere                                                               |
| Голландия                                              | De Sims 2: Huisdieren                                                               |
| Швеция                                                 | The Sims 2: Djurliv                                                                 |
| Норвегия                                               | The Sims 2: Dyreliv                                                                 |
| Россия                                                 | The Sims 2: Питомцы                                                                 |
| Польша                                                 | The Sims 2: Zwierzaki                                                               |
| Чехия                                                  | The Sims 2 Mazlíčci                                                                 |
| Финляндия                                              | The Sims 2: Lemmikkielämää                                                          |
| Япония                                                 | ザ・シムズ2 ペットライフ！ データセット (яп. Дзя симудзу 2 петто райфу! Дэ:тасетто) |
| Южная Корея                                            | 심즈 2 : 펫츠 (Симджы 2 : Ресчхы)                                                   |
| Китай                                                  | 模擬市民2：寵物當家 (Мони Шиминь 2 Чуну Данцзя)                                     |

Сразу после выпуска дополнение «The Sims 2: Питомцы» заняло третье место в списке самых продаваемых игр Великобритании в середине октября 2006 года по оценке сайта GameSpot, к концу октября игре удалось возглавить список самых продаваемых игр США и удерживать первенство в США а течение ноября, в декабре дополнение опустилось на шестую позицию в рейтинге Великобритании. По данным за 2006 год, «The Sims 2: Питомцы» заняло второе место в списке самых покупаемых игр в Amazon. По данным на 2007 год с момента выпуска было продано 5,6 миллионов копий дополнения, что превысило число копий оригинальной игры The Sims 2 (3,9 миллионов, проданных за 2007 год). До данным Gamespot, на 24 января 2008 года дополнение «The Sims 2: Питомцы» занимало 10-е место в списке самых продаваемых игр для ПК. По оценкам IGN, на март 2009 года дополнение с питомцами занимало 20-е место в списке самых продаваемых игр на ПК. Правозащитная организация RSPCA Australia, в рамках благотворительной акции, подарила жителям Австралии более 50 000 копий дополнения после её выпуска. Известно, что «Питомцы» наряду с Turok была любимой игрой у военного руководства США.

## Музыка

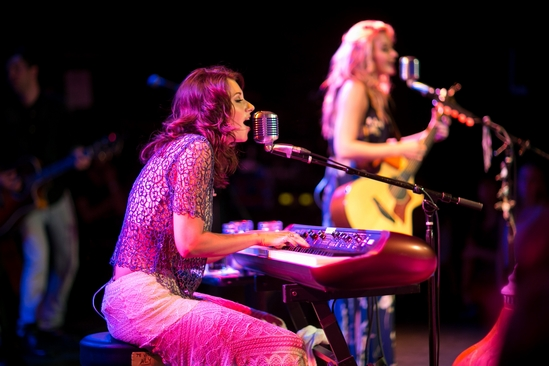
Члены группы Aly & AJ записали для дополнения свои клип на симлише — Chemicals React

Стив Шнур, управляющий в области музыки, назвал выход The Sims 2 международным феноменом, и также отметил, что по этой причине музыка к её дополнениям обязательно должна быть высшего качества. Так как дополнение с питомцами имело особо важное значение для The Sims 2, то и подход к нему в плане музыкального сопровождения был особенным: разработчиками было принято решение собрать клипы лучших и известнейших музыкантов из разных стран. Помимо музыкантов из США, свои композиции на симлише пели исполнители из Италии, Финляндии, Норвегии, Испании и Швейцарии.
EA Games, следуя своим традициям, выпустила вместе с дополнениями существующие музыкальные композиции переписанные на симлише — искусственном языке виртуальных людей с участием известных музыкантов и музыкальных групп. Так в четвёртом дополнении появилось множество известных хитов, перезаписанных на искусственном языке симлише. В ранних дополнениях выпускались композиции таких известных музыкальных групп, как Black Eyed Peas, Ховарда Джонса, Depeche Mode — рок-группы, чей пик популярности пришёлся на 80-е годы, и других музыкальных групп. Для четвёртого дополнения свои клипы записали Aly & AJ, спев на симлише известную композицию группы Katrina and the Waves — Walking on Sunshine, ранее звучавшею в фильме «Сумасшедшие гонки».
Сами музыканты из группы Aly & AJ утверждали, что являются фанатками The Sims 2 и были очень рады принять участие в создании музыкальных композиций для The Sims 2:

Мы является верными фанатами The Sims, и это было действительно здорово принять участие в разработке следующего проекта «The Sims 2: Питомцы». Когда мы сказали представителям EA, что можем разговаривать на симлише, они были действительны поражены! Для нас было очень интересно перезаписывать наши песни для The Sims на новый язык, особенно для наших фанатов!
— Aly & AJ
Вейн Коун, член группы The Flaming Lips, отметил, что запись музыки на симлише стало для них новым и не простым опытом. Николь Шерзингер, вокалистка группы Pussycat Dolls, признала, что её группа никогда так не сильно не веселилась, когда записывала свой клип Don’t Cha на симлише, по её словам солистки группы с трудом сдерживали смех в течение всей записи клипа. Несмотря на это, Николь осталась довольна новой версией клипа, отметив, что даже на вымышленном языке клип не потерял свою харизму. Однако далеко не всем музыкантам удавалось спеть композицию на искусственном языке, и после многочасовых попыток они покидали студию. Каждый музыкант, исполняющих новую композицию на симлише должен избегать слов, созвучных с бранными на других крупнейших языках мира.
Сами композиции можно прослушать, если в игре, в режиме строительства купить магнитофон или стерео-колонки, а затем включить в них музыку. Музыкальные дорожки делятся на несколько разных жанров: рок, альтернативный рок, хип-хоп, поп, латино и другие, всего в общей сложности вместе с дополнением и консольными играми было добавлено 25 новых треков на симлише.
| №   | Название                                      | Автор(ы)              | жанр                | Длительность |
| --- | --------------------------------------------- | --------------------- | ------------------- | ------------ |
| 1.  | «Chemicals React»                             | Aly & AJ              | поп-музыка          | 2:52         |
| 2.  | «Candles Cast Long Shadows»                   | Brazil                | альтернативный рок  | 5:45         |
| 3.  | «I play Chicken with a Train»                 | Каубой Трой           | кантри              | 3:19         |
| 4.  | «Fortuzala»                                   | Dena Deadly           | хип-хоп             | 3:15         |
| 5.  | «Free Radicals»                               | The Flaming Lips      | альтернативный рок  | 3:43         |
| 6.  | «Hit It»                                      | Изабелла Хуанг        | поп-музыка          | 3:02         |
| 7.  | «Topsy Turvy»                                 | Джесси Малай          | хип-хоп             | 3:58         |
| 8.  | «Unthinkable»                                 | Джоанна Джей          | кантри              | 4:05         |
| 9.  | «Come On Come On»                             | Кристен Декс          | поп                 | 4:22         |
| 10. | «Turn Out the Light»                          | New Amsterdams        | альтернативный рок  | 4:21         |
| 11. | «Dixie Dixie Where Have You Been All My Life» | Prescott              | кантри              | 3:39         |
| 12. | «Hurt Nobody»                                 | Prescott              | кантри              | 2:51         |
| 13. | «Girl Next Door»                              | Saving Jane           | поп                 | 3:18         |
| 14. | «Boyhunter»                                   | Скай Суитнем          | хип-хоп             | 2:58         |
| 15. | «I Never Know»                                | Something for Rockets | альтернативный рок  | 2:16         |
| 16. | «Wow Wow Wow»                                 | Tanaila               | хип-хоп             | 3:43         |
| 17. | «Black Shoes»                                 | The Films             | альтернативыный рок | 2:29         |
| 18. | «The Compromise»                              | The Format            | альтернативный рок  | 3:28         |
| 19. | «Topy Apa Ty»                                 | The Network           | хип-хоп             | 3:08         |
| 20. | «Don't Cha»                                   | Pussycat Dolls        | поп                 | 4:40         |
| 21. | «Simpatico»                                   | Touchstone            | техно               | 3:37         |
| 22. | «Aff Wubbas Doo»                              | W of P3               | альтернативный рок  | 4:23         |

Отдельно с изданиями за пределами США были включены дополнительные композиции.
| №  | Название            | Автор(ы)             | Страна                                             | Длительность |
| -- | ------------------- | -------------------- | -------------------------------------------------- | ------------ |
| 1. | «Baby Let's Dance»  | Шейн Файлан          | Россия                                             | 2:32         |
| 2. | «Can't You Be Mine» | Krezip               | Германия, Голландия                                | 3:04         |
| 3. | «Dulce Locura»      | La Oreja de Van Gogh | Испания                                            | 3:50         |
| 4. | «Never Coming Back» | Roni                 | Финляндия                                          | 3:58         |
| 5. | «Run Away»          | Finley               | Италия, Великобритания                             | 3:10         |
| 6. | «Sowieso»           | Kisha                | Франция, Германия                                  | 3:37         |
| 7. | «Suburbia»          | West End Girls       | Дания, Япония, Южная Корея, Швеция, Великобритания | 3:35         |
| 8. | «What If»           | Лене Марлин          | Норвегия, Швеция                                   | 3:52         |

## Оценки и мнения
| Сводный рейтинг       | Сводный рейтинг |
| Агрегатор             | Оценка          |
| --------------------- | --------------- |
| GameRankings          | 76,37 %         |
| Иноязычные издания    |                 |
| Издание               | Оценка          |
| Eurogamer             | [ 61 ]          |
| GameSpy               | [ 62 ]          |
| IGN                   | [ 63 ]          |
| WorthPlaying          | [ 64 ]          |
| Game Chronicles       | 8/10            |
| Gamers Temple         | 80 %            |
| Русскоязычные издания |                 |
| Издание               | Оценка          |
| Absolute Games        | 6/10            |

Игра получила в основном положительные отзывы критиков. Средняя оценка, составленная сайтом Metacritic, составляет 76 баллов из 100 возможных.
Махамари Цукитака, критик сайта Game Chronicles, назвал дополнение самым долгожданным для поклонников The Sims. Аарон Локард, представитель сайта Worth Playing, также отметил, что фанаты The Sims, долго скучающие по животным из The Sims: Unleashed, наконец-то получили желаемое. Само дополнение он назвал интересным, захватывающим, а его питомцев — очаровательными, которых сложно не полюбить. Рецензент сайта IGN Хабиб назвал дополнение наиболее значимым из всех ранее выпущенных. По мнению редакции «Имтайм» дополнение с питомцами явно обязано своему появлению консольному хиту 2005 года для Nintendo DS — Nintendogs, так как концепция дополнения в общих чертах повторяет игру 2005 года.
Среди главных достоинств критиками был отмечен редактор питомца, позволяющий выбирать собаку или кошку из множества доступных пород, а после этого дорабатывать в мельчайших деталях их внешность, следуя своим эстетическим вкусам и создавая неповторимые дизайнерские решения, редактор также позволяет создавать точную копию собственного питомца или же наоборот даёт возможность игрокам издеваться над внешностью животных, превращая их в «уродливых существ». Махамари Цукитака, из сайта Game Chronicles отдельно похвалил дополнение за наличие в нём сюрпризов, в частности возможность с помощью кодов создавать у питомцев экзотическую расцветку меха. Рецензентами была оценена возможность воспитывать и дрессировать животных, тем самым влияя на их будущее поведение, при этом игра не принуждает игрока при дрессировке следовать «правильным результатам», поэтому игрок волен сделать из собаки или кошки примерного и воспитанного питомца, или наоборот превратить его в «ходячую катастрофу». Владимир Горячев назвал дрессировку кропотливой, но приносящей свои плоды, и при возможности немалый доход, если питомца устроить на работу.
Другим главным преимуществом стала проработанная генетика животных, позволяющая, к примеру игроку следить за чистотой породы своих питомцев, при разводе нового помёта, или наоборот беспорядочно скрещивать животных, образуя новые породы, которые позже можно регистрировать. Среди других достоинств была отмечена проработанность и реалистичность самих животных. Фарго Косак из сайта GameSpy назвал животных уникальными созданиями, наделёнными умом и личностью, а их анимацию потрясающей. Эндрю Парк отметил, что поведение животных настолько качественно проработано, что даже самые воспитанные питомцы могут стать непредсказуемыми, например начать портить мебель. Махамари Цукитака отметил, что движения животных проработаны очень плавно и даже лучше, чем у самих симов. Критик также похвалил дополнение за его звуковое сопровождение, отметив, что разработчики качественно записали звуки животных, и даже учли такие мелочи, как собачьи лай ночью. Также рецензенты похвали дополнение за введение карьер для питомцев, для продвижения в которых питомцам нужно усердно тренироваться. Аарону Локарду понравилось в дополнении наличие мелких животных, дарующих дополнительный уют в доме хозяина. Хабиб из сайта IGN отдельно похвалил дополнение за внедрение нескольких новых инструментов в режиме строительства, заметно облегчающих работу по строительству здания, например кувалду, позволяющую убирать ранее неудаляемые предметы из участка, такие, как например стены или заборы.
Среди главных недостатков критиками был отмечен тот факт, что дополнение практически не расширяет базовый геймплей игры по сравнению с предыдущими расширениями, такими как «The Sims 2: Университет» или «The Sims 2: Бизнес». Хабиб из IGN отметил, что дополнение концентрируется на теме животных, полностью игнорируя остальной геймплей, особенно учитывая тот факт, что игрок проводит большее время с симами, а не с животными. Поэтому дополнение понравится лишь тем игрокам, которые уже знакомы с The Sims 2 и ранее устанавливали другие расширения, но не новичкам. Эндрю Парк из сайта GameSpot наоборот порекомендовал дополнение людям, ранее не знакомым с The Sims и начать свой опыт с «The Sims 2: Питомцы». Владимир Горячев из сайта Absolute Games тоже упрекнул игру за скудный геймплей, обвинив EA Games в жадности. По мнению Дейва Косака игроки, установившие дополнение, но не интересующиеся животными никаких отличий в игре не заметят, и напротив, любителям животных дополнение доставит несравненную радость. Также рецензенты упрекнули дополнение в скудном выборе новых предметов и одежды, не связанной с животными. Эндрю Парк отметил, что животным доступно слишком мало игрушек. Другим главным недостатком в дополнении по мнению критиков стала излишняя нужда персонажей следить и ухаживать за своими питомцами, поэтому сим может ставить крест на своей карьере, бизнесе и учёбе, либо вовсе не заводить питомца. Аарон Локард рекомендовал персонажам заводить питомцев лишь в том случае, хотя бы один член семьи ни чем не занимается, иначе обделённый и одинокий питомец сбежит из дома. Рецензент из GameSpot пришёл к выводу, что персонаж тратит большую часть своего времени на уход за животным, поэтому дополнение подойдёт лишь любителям животных. Дейв Косак отдельно отметил, что у игры есть проблемы с графикой. Такие, как например пустые пузыри с мыслями у персонажей или нарушения в анимации, когда мелкие животные бегают по крупному помещению или наоборот ситуации, когда симы или животные должны пропустить ход друг-другу в узком помещении или при входе/выходе через дверь.

## Комментарии
1. ↑  Щенков и котят создавать нельзя, они появляются только в результате вязки животных одного вида, если как минимум самка является членом управляемой семьи.
2. ↑  В таком случае игрок попадает в специальный редактор, где может создать питомца, как в редакторе семьи.